# Radiatorkwast

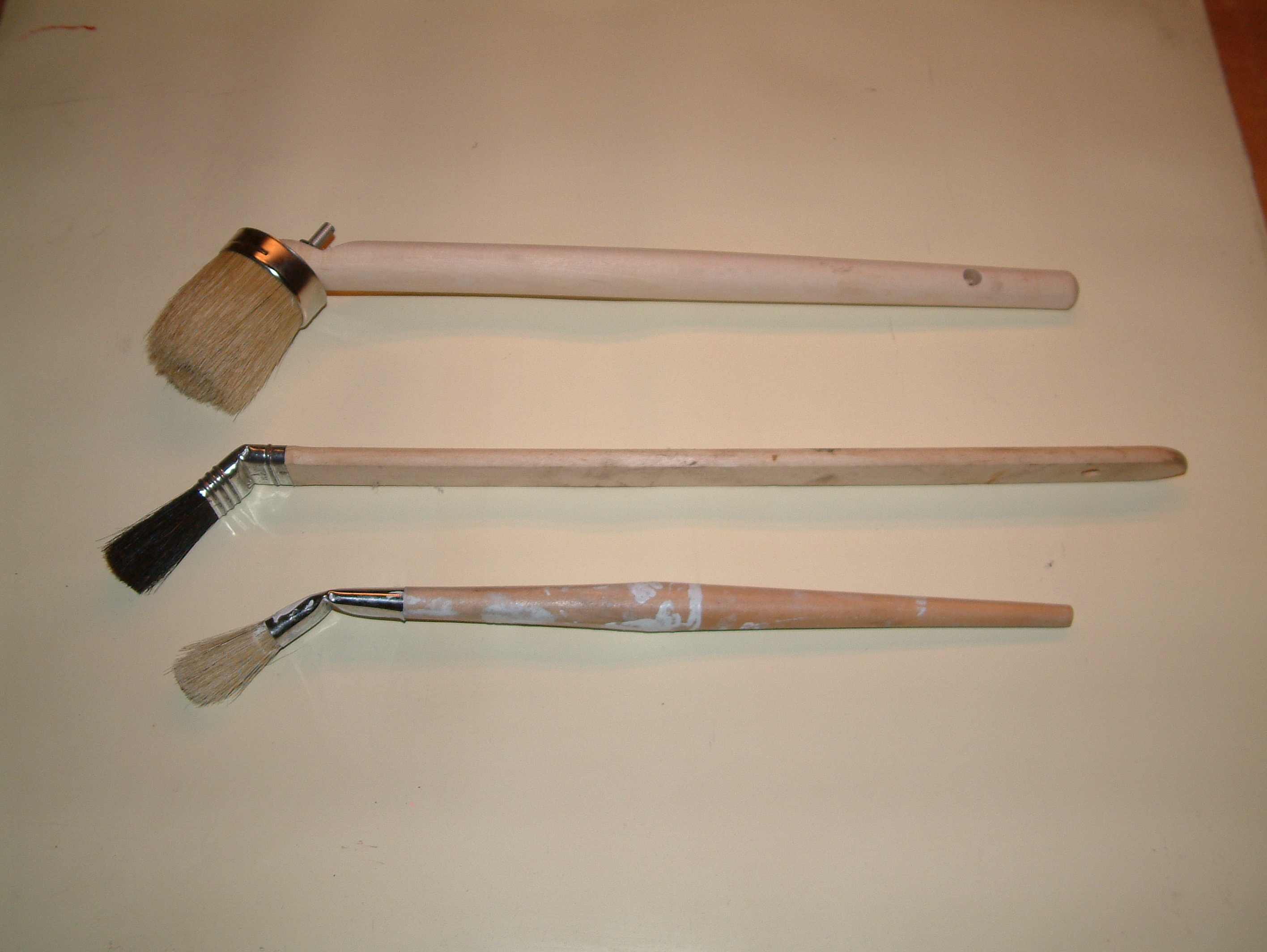
Van boven naar beneden: Bokkepoot, Radiatorkwast, Schilderspenceel

De radiatorkwast is een kwast die bedoeld is om achter radiatoren te schilderen omdat daar weinig ruimte beschikbaar is. Een gewone kwast met een rechte steel kan daar niet worden gebruikt. Het komt voor dat een radiatorkwast voor een bokkenpoot  wordt aangezien.
Op de rechter afbeelding is het verschil goed zichtbaar.